# Riu Loison
El Loison és un riu francès al departament del Mosa i un afluent del Kuer/Chiers, forma per tant part de la conca hidrogràfica del Mosa. Amb un recorregut de 53 km neix al municipi de Loison i s'uneix al Chiers pel marge esquerre a l'oest de Montmédy.

## Recorregut
- Departament de Mosa :
  - Cantó de Spincourt
    - Loison
    - Billy-sous-Mangiennes
    - Mangiennes
    - Villers-lès-Mangiennes
    - Merles-sur-Loison

  - Cantó de Damvillers
    - Dombras
    - Delut
    - Vittarville

  - Cantó de Montmédy
    - Jametz
    - Remoiville
    - Louppy-sur-Loison
    - Juvigny-sur-Loison
    - Han-lès-Juvigny
    - Quincy-Landzécourt

## Principals afluents
- l' Azanne ' marge esquerre, 13 quilòmetres,
- Brévonte, marge esquerre, 12 quilòmetres,
- el Thinte, marge esquerre, 17 quilòmetres, que rega Damvillers,
- la Remoiville, marge esquerre, 10 quilòmetres.

## Hidrologia

### A l'estació de Han-lès-Juvigny
El flux del Loison s'ha mesurat durant un període de 40 anys (1969-2008), a Han-lès-Juvigny, petit poble del departament de Mosa, situat poc abans de la seva confluència amb el Chiers. La superfície estudiada és de 348 km², un 97% de la superfície total de la conca del riu que n'amida 359.
El cabal mitjà del riu a Han-lès-Juvigny és de 3,88 m3/s.
El Loison presenta fluctuacions del cabal estacionals força marcades, com passa sovint a l'est de França. Les aigües altes es donen a l'hivern i es caracteritzen per cabals mitjans mensuals que oscil·len entre 6,55 i 8,45m3/s, de desembre a març inclosos (amb un màxim al gener i sobretot al febrer). A partir de finals de març, el cabal mitjà disminueix ràpidament al llarg de la primavera fins a arribar al període de baixa aigua. Aquestes, força prolongades, tenen lloc a l'estiu i a principis de tardor, des de principis de juny fins a mitjans d'octubre, provocant una caiguda del cabal mitjà mensual de fins a 0,694 m3/s el mes de setembre. Però les fluctuacions poden ser més considerables en períodes més curts.
A nivells d'aigua baixos, el VCN3 (volum mínim consecutiu durant 3 dies) pot baixar fins a 0,14 m3/s, o 140 litres per segon, cosa que es pot descriure com a relativament greu, però és normal en comparació amb els cabals baixos d'altres rius de l'est del país, com ara l'Orne per exemple (VCN3 de 0,56m3/s, per a una conca de 1268 km²i un mòdul de 12,4 m3).
Les inundacions poden ser importants. El QIX 20 (quantitat màxima instantània) i el QIX 50 valen 53 i 74m3/s respectivament. El QIX 10 fa 87 m3/s, el QIX 20 100m 3/s i el QIX 50 120 m3/s. Aquests valors d'inundació són gairebé el doble dels del Bar, un riu força proper situat més a l'oest, un afluent del Mosa, i la superfície de la conca i el valor del mòdul són força propers. Així doncs, es pot veure que la magnitud de les inundacions en aquesta latitud tendeix a augmentar d'oest a est fins als màxims de l'altiplà de Lorena.
El cabal instantani màxim registrat a Han-lès-Juvigny va ser de 111 m3/s el 27, mentre que el valor màxim diari era de 101 m3/s el mateix dia. Si comparem el primer d'aquests valors a l'escala dels diferents QIX del riu, veiem que aquesta riuada era intermèdia entre les riuades bianuals i cinquantenàries definides pel QIX 20 i QIX 50 i, per tant, no tan excepcional, perquè estadísticament està destinat a repetir-se aproximadament cada quaranta anys.
El Loison és un riu relativament abundant, força ben alimentat per les pluges de la seva conca. La làmina d'aigua que flueix a la seva àrea de captació és de 348 mil·límetres anuals, una mica superior a la mitjana global de França, totes les captacions combinades, però normal a moderada en comparació amb els diferents rius de la conca del Mosa, generalment ben abastats. El seu nivell d'aigua és sensiblement inferior a la mitjana de la conca francesa del Mosa observada a Chooz, prop de la seva sortida del territori francès (450 mil·límetres). El cabal específic arriba així a la xifra d'11,0 litres per segon i per quilòmetre quadrat de la conca.

### A la confluència amb els Chiers
El mòdul del riu a la confluència dels Chiers, observat durant 20 anys (1970-1990), és de 3.98 m3/s per a una conca de 356.9 km². La profunditat de l'aigua que flueix a la conca és de 352 mil·límetres, la qual cosa és moderadament alta, una mica superior a la mitjana de França, totes les conques combinades, però baixa en comparació amb els diferents rius de la conca del Mosa., generalment molt abundants. Així, el seu nivell d'aigua és sensiblement inferior a la mitjana de la conca francesa del Mosel·la (445 mil·límetres a Hauconcourt), així com de la Mosa a Chooz, prop de la seva sortida del territori francès (450 mil·límetres), i del Chiers (419 mil·límetres a Carignan).
El cabal específic del Loison al final del trajecte ascendeix, doncs, a 11,16 litres per segon i per quilòmetre quadrat.

## Pesca i ictiofauna
Com a la resta de rius de la contrada, hi ha el lluç, la perca, la carpa, la tenca, la truita, i altres peixos blancs.